# 第一章：曼達洛人
第一章：曼達洛人是美國太空歌劇網路電視劇《曼達洛人》的首播集，本集由整劇的節目統籌強·法夫洛編劇，戴夫·菲洛尼執導，於2019年11月12日在Disney+上線。佩德羅·帕斯卡領銜出演男主角曼達洛人，他是一名孤獨的槍手和賞金獵人，受神秘客戶的委託，前去執行一項任務。

## 劇情
銀河帝國覆滅五年之後，一位以賞金獵人為業的曼達洛人在酒店與人爭鬥之後，抓獲目標，將其帶至自己的飛船「刀鋒之巔」（Razor Crest）。他駕駛飛船躲掉冰面下巨大生物的攻擊，從公會首領格里夫·卡加處得到一筆數額低廉的佣金。曼達洛人為了獲取高額獎金，從卡加口中得知一位僅提供地址的神秘客戶。
這名客戶僱傭帝國風暴兵擔當保鏢。他希望能夠秘密執行任務，提供給曼達洛人關於抓捕目標的信息非常有限，僅告訴他目標年約50歲，以及目標最後出現的地點，但他要求將目標活著帶回來。客戶給予他一塊稀有的金屬材料曼達洛鐵作為訂金，並承諾事成之後另有一桶曼達洛鐵奉上。曼達洛人來到曼達洛族的居住地，找到一名軍械員。軍械員將鐵塊熔化，為曼達洛人打造一個新護肩，多餘的鐵塊用於救助曼達洛孤兒。
曼達洛人來到一個沙漠星球，遇到當地土著居民奎伊爾。奎伊爾想要驅逐搬遷至此落腳的惡徒和僱佣軍，因此樂意幫助曼達洛人抓捕目標。由於當地沒有飛行摩托，他教會曼達洛人騎乘動物布勒格。兩人前往目標所在地，曼達洛人發現機器人IG-11也來到此處，它也是一名賞金獵人。兩人組隊消滅守衛之後，發現所尋找的目標是與尤達同族的渾身泛綠、長耳、只有嬰兒大小的孩子。IG-11打算殺死這個孩子，曼達洛人在IG-11動手前一槍打爆了它。

## 製作

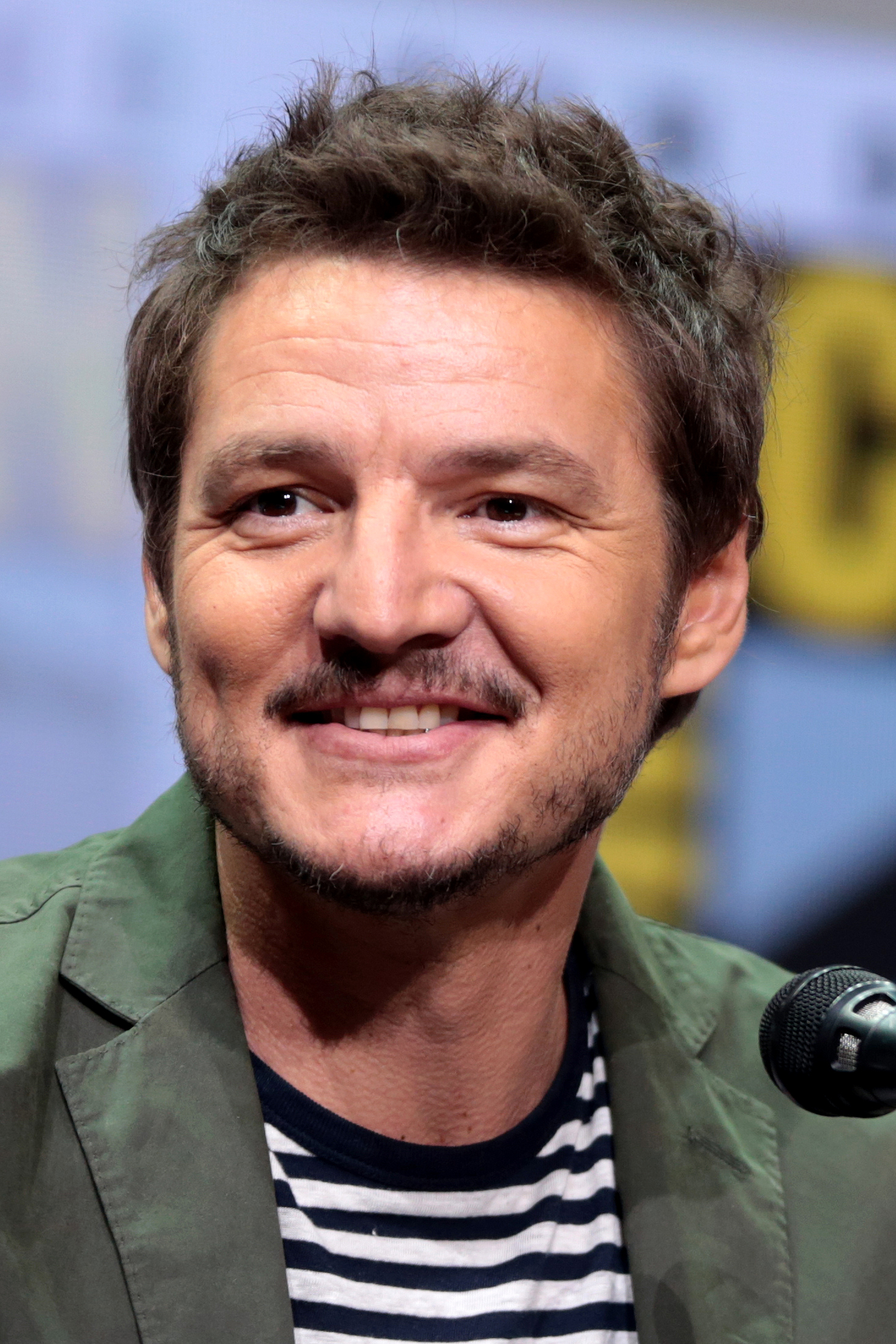
佩德羅·帕斯卡領銜出演男主角曼達洛人

### 開發
2019年4月，迪士尼宣佈《曼達洛人》定於2019年11月12日在Disney+首播。整部電視劇預算超過1億美元，平均每集預算超過1500萬美元。第一章：曼達洛人由節目統籌強·法夫洛執筆編劇，戴夫·菲洛尼執導。菲洛尼此前開創了電視動畫劇集《星際大戰：複製人之戰》和《星際大戰：反抗軍起義》。

### 選角
2018年11月，佩德羅·帕斯卡、吉娜·卡拉諾和尼克·諾特確定出演《曼達洛人》。在最初與強·法夫洛會面時，帕斯卡以為自己會出演波巴·費特。2018年12月12日，詹卡洛·埃斯波西托、卡爾·韋瑟斯、艾蜜莉·史瓦洛、歐梅德·阿布塔和韋納·荷索加入主演陣容。2019年3月21日，報道稱塔伊加·維迪提為劇中賞金獵人機器人IG-88配音。4月，該角色被新創作的角色IG-11替換。2019年4月，在芝加哥舉辦的星戰慶典上釋出的片段顯示，威廉·弗雷戴歷·伯爾和馬克·伯恩·約尼爾參演電視劇。8月，在迪士尼D23博覽會上，溫明娜確定參演電視劇。9月，茱莉亞·瓊斯確定參演《曼達洛人》。
米斯蒂·羅莎斯（Misty Rosas）擔當奎伊爾的形態演員。孩子的動作由多名傀儡师完成。

### 拍攝
《曼達洛人》的主體拍攝於2018年10月第一週在南加利福尼亞州開機。

### 音樂
| 評論得分 | 評論得分 |
| 來源     | 評分     |
| -------- | -------- |
| Allmusic | [ 23 ]   |

《曼達洛人》的音樂原聲帶由魯德溫·葛瑞森作曲，每集相應的音樂原聲帶數字版於播出當日在亞馬遜和iTunes上發行。
| 曲序     | 曲目                  | 时长  |
| -------- | --------------------- | ----- |
| 1.       | Hey Mando!            | 2:13  |
| 2.       | Face to Face          | 5:13  |
| 3.       | Back for Beskar       | 2:25  |
| 4.       | HammerTime            | 2:17  |
| 5.       | Blurg Attack          | 1:25  |
| 6.       | You Are a Mandalorian | 3:55  |
| 7.       | Bounty Droid          | 3:02  |
| 8.       | The Asset             | 1:35  |
| 9.       | The Mandalorian       | 3:18  |
| 总时长： | 总时长：              | 25:23 |

## 迴響
第一章：曼達洛人受到了正面好評。本集在影視匯總媒體點評網站爛番茄上獲得90%的新鮮度，7.76/10分（78位劇評人）。該網站對本集的關鍵共識寫道：「儘管人物角色的構建仍需完善，第一章：曼達洛人給觀眾帶來了視覺盛宴，吸引人們繼續探索曼達洛人的冒險旅程，希望原力與他同在」。本集在Metacritic網站上獲得了69/100分（27位劇評人）。
《洛杉磯時報》編輯洛林·阿里（Lorraine Ali）稱本集為「既平穩又有趣的大片」。網站的布賴恩·塔萊里科（Brian Tallerico）表示，就像劇中男主角熟知自己的任務一樣，首播集成功吸引了觀眾訂閱Disney+，並且留住他們，《曼達洛人》精準地完成了這個目標。

## 備註
1. ↑  艾蜜莉·史瓦洛（英语：Emily Swallow）在片尾演員名單中被標記為客串主演。
2. ↑  參見1983年電影《星際大戰六部曲：絕地大反攻》。

## 資料來源
1. ↑  Whitbrook, James. . io9.gizmodo.com. 2019-04-11  [2019-04-11]. （原始内容存档于2019-04-12）.
2. ↑  Keane, Sean. . Cnet. 2019-11-08  [2019-11-12]. （原始内容存档于2019-11-12）.
3. ↑  Travis, Clark. . Business Insider. 2019-10-22  [2019-11-12]. （原始内容存档于2019-11-13）.
4. ↑  Matt, Kim. . IGN. Ziff Davis. 2019-07-15  [2019-11-12]. （原始内容存档于2019-12-19）.
5. ↑  . Writers Guild of America West.   [2019-11-01]. （原始内容存档于2019-11-01）.
6. ↑  Tyler, Jacob. . GeeksWorldWide. 2019-10-18  [2019-10-23]. （原始内容存档于2019-10-23）.
7. ↑  . Star Wars: Community. 2007-05-11  [2013-01-25]. （原始内容存档于2008-01-16）.
8. ↑  . 2016-09-26  [2020-06-28]. （原始内容存档于2019-05-07）.
9. ↑  Kroll, Justin; Otterson, Joe. . Variety. Penske Media Corporation. 2018-11-13  [2018-11-14]. （原始内容存档于2018-11-14）.
10. ↑  Boucher, Geoff. . Deadline Hollywood. Penske Media Corporation. 2018-11-13  [2018-11-14]. （原始内容存档于2018-11-13）.
11. ↑  Kit, Borys. . The Hollywood Reporter. 2018-11-14  [2018-11-14]. （原始内容存档于2018-11-15）.
12. ↑  Kit, Borys. . The Hollywood Reporter. 2018-11-30  [2018-11-30]. （原始内容存档于2018-12-01）.
13. ↑  Schmidt, JK. . comicbook.com. 2019-09-14  [2019-09-17]. （原始内容存档于2019-09-16）.
14. ↑  Boucher, Geoff. . Deadline Hollywood. Penske Media Corporation. 2018-12-12  [2018-12-12]. （原始内容存档于2019-10-24）.
15. ↑  Stevens, Colin. . IGN. Ziff Davis. 2019-03-21  [2019-03-22]. （原始内容存档于2019-03-22）.
16. ↑  Breznican, Anthony. . Entertainment Weekly. Meredith Corporation. 2019-04-14  [2019-04-15]. （原始内容存档于2019-04-14）.
17. ↑  Breznican, Anthony. . Entertainment Weekly (Meredith Corporation). 2019-04-14  [2019-04-16]. （原始内容存档于2019-04-16）.
18. ↑  Schedeen, Jesse. . IGN. Ziff Davis. 2019-08-23  [2019-12-07]. （原始内容存档于2019-09-15）.
19. ↑  Boucher, Geoff. . Deadline Hollywood. Penske Media Corporation. 2019-09-06  [2019-12-07]. （原始内容存档于2019-11-29）.
20. ↑  Ivey, Jason D. . bobafettfanclub.com. 2020-03-02  [2020-06-28]. （原始内容存档于2020-04-26）.
21. ↑  Spencer, Samuel. . newsweek.com. 2019-12-02  [2020-06-28]. （原始内容存档于2019-12-08）.
22. ↑  Sciretta, Peter. . /Film. 2018-10-04  [2018-10-05]. （原始内容存档于2018-10-04）.
23. ↑  The Mandalorian: Chapter 1 [Original Score]在Allmusic上的頁面. [2020-06-30].
24. ↑  .   [2019-11-13].
25. ↑  . Rotten Tomatoes. Fandango.   [2020-05-05]. （原始内容存档于2020-01-14）.
26. ↑  . Metacritic. CBS Interactive.   [2019-12-08]. （原始内容存档于2019-12-11）.
27. ↑  Ali, Lorraine. . Los Angeles Times. 2019-11-12  [2019-11-12]. （原始内容存档于2019-11-12）.
28. ↑  Tallerico, Brian. . RogerEbert.com. 2019-11-12  [2019-11-12]. （原始内容存档于2019-11-12）.

## 外部連結
- 官方网站
- 互联网电影数据库上第一章：曼達洛人的资料（英文）
- Wookieepedia上的相关条目：第一章：曼達洛人